# 日産プリンス岩手販売
日産プリンス岩手販売株式会社（にっさんプリンスいわてはんばい）は、岩手県盛岡市に本社を置く日産自動車の販売会社である。

## 沿革
- 19xx年 - 「日産プリンス岩手販売株式会社」設立。
- 1966年 - 「日産サニー岩手販売株式会社」設立。
- 1987年 - 日産プリンス岩手販売の経営が、日産自動車から「岩手日産自動車」に移管される。
- 1999年 -「日産サニー岩手販売株式会社」から「株式会社日産サティオ岩手」へ商号変更。
- 1999年 - サニー岩手宮古営業所とプリンス岩手宮古営業所が統合し「株式会社日産プリンス宮古」として分社化される。
- 2004年 - 旧「日産プリンス岩手販売株式会社」と「株式会社日産サティオ岩手」が合併し「日産プリンス岩手販売株式会社」となる。
- 20xx年 - 旧日産サティオ岩手久慈店が久慈日産となる。
- 20xx年 - 花北店が北上店と統合され北上店となる
- 2013年 -「株式会社日産プリンス宮古」が吸収合併され直営店舗の「宮古店」となる
- 2023年4月 - 岩手日産が持株会社制度に移行。それに伴い親会社がグループ統括会社「NBMホールディングス株式会社」となる。

## 拠点
- 本店
盛岡市津志田町1丁目1-20
- 南大橋店
盛岡市東仙北2丁目9-48
- みたけ店
盛岡市みたけ1丁目6-25
- 紫波店
紫波郡紫波町高水寺字田中199-1
- 花巻店
花巻市上小船渡62-2
- 北上店
北上市飯豊24地割29-1
- 水沢店
奥州市水沢区太日通り1丁目7-10
- 一関店
一関市三関字日照46-1
- 大船渡店
大船渡市立根町字前谷地5-10
- 釜石店
釜石市野田町2丁目2-32
- 久慈日産
久慈市長内町第34地割5
- 久慈店
久慈市長内町第29地割37-3
- 二戸店
二戸市金田一字上田面34-1
- 川口店
岩手郡岩手町大字川口第51地割52-3
- 宮古店
宮古市長根2丁目5-4
- 本社中古車センター
盛岡市津志田町1丁目1-23

### 岩手県内の他の日産ディーラー
- 岩手日産自動車
- 盛岡日産モーター
- 日産チェリー岩手販売